# Dornreichenbach
Dornreichenbach ist ein Ortsteil der Gemeinde Lossatal im Landkreis Leipzig in Sachsen.

## Geografie und Verkehrsanbindung
Der Bahnhof Dornreichenbach liegt an der Bahnstrecke Leipzig–Dresden. Der Ort liegt an der Einmündung der Kreisstraße K 8314 in die K 8316. Östlich des Ortes erhebt sich der 183 Meter hohe Windberg, südöstlich fließt die Lossa und südlich erstreckt sich das rund 39 ha große Naturschutzgebiet Dornreichenbacher Berg.

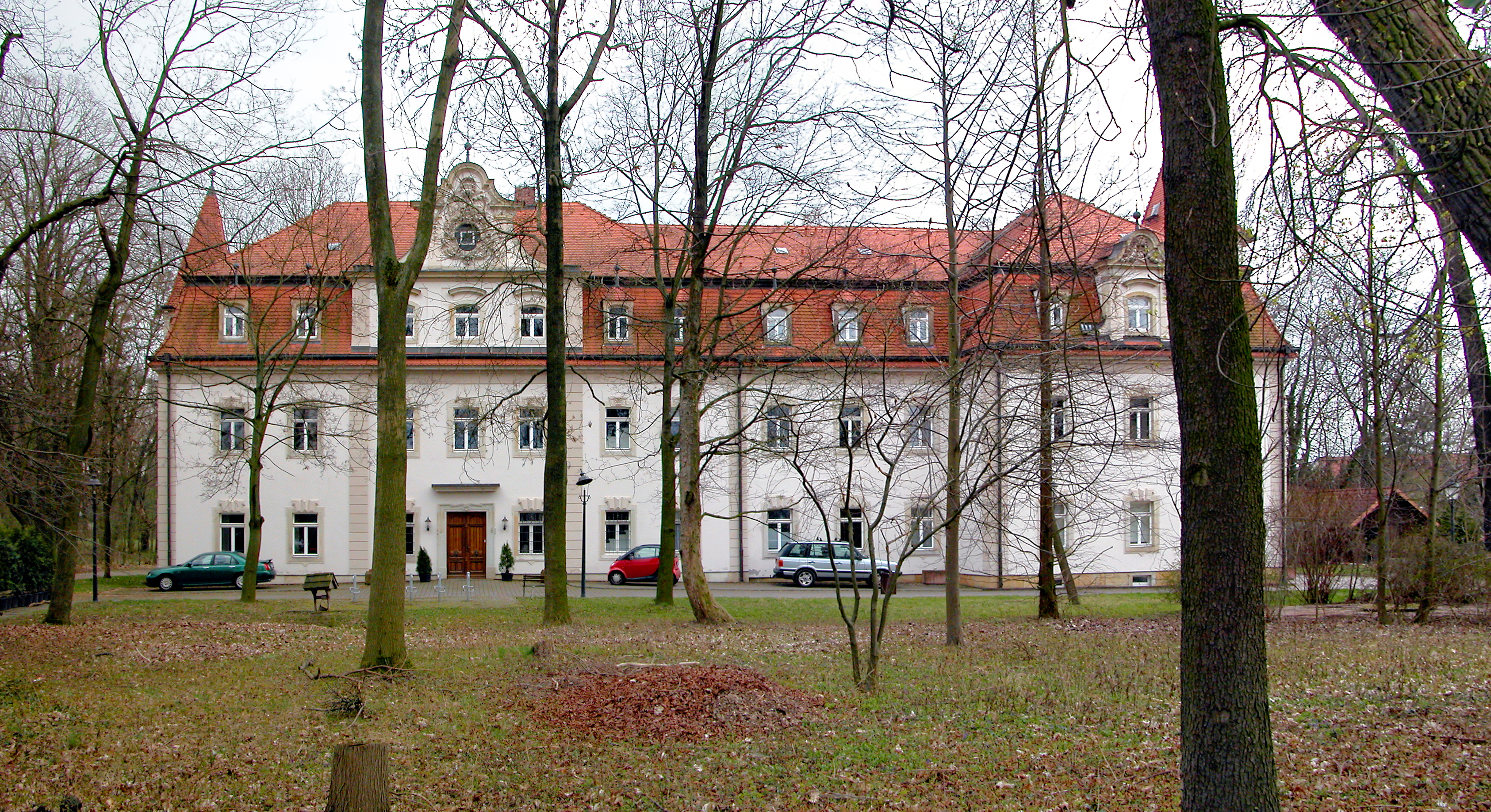
Schloss Dornreichenbach (Lossatal)

## Kulturdenkmale
In der Liste der Kulturdenkmale in Lossatal sind für Dornreichenbach vier Kulturdenkmale aufgeführt.
Die Kirche Dornreichenbach ist eine im Kern romanische, barockisierte Saalkirche mit Dreiachtelschluss und Westturm. Beachtenswert ist auch das Schloss Dornreichenbach, ein Barockbauwerk von 1665, das für Ulrich Gottfried von Mordeisen errichtet wurde. Umfangreiche neubarocke Erweiterungen wurden in der zweiten Hälfte des 19. Jahrhunderts vorgenommen. Das Bauwerk ist ein langgestreckter zweigeschossiger Putzbau mit genuteten Ecklisenen und Mansardwalmdach. Das Hauptgebäude ist mit sieben Achsen und einem dreiachsigen Mittelrisalit mit Zwerchgiebel gestaltet. Der Westflügel ist ebenfalls mit Mittelrisalit und anschließendem dreigeschossigen Treppenturm versehen und schließt mit einem Pyramidendach. Im Innern ist ein historischer Festsaal erhalten; ein teilweise erhaltener englischer Landschaftspark schließt sich an.